# Gaala
Gaala là một chi bướm đêm thuộc họ Erebidae.